# 古田隆彦
古田 隆彦（ふるた たかひこ、1939年12月1日 - ）は、日本の社会学者。研究領域は広く、応用社会学、人口社会学、未来社会学、消費社会学、マーケティング論、生活学、消費者行動論、文明論など多岐にわたる。

## 略歴
1939年、岐阜県恵那市に生まれる。1958年、愛知県立旭丘高等学校卒業。1963年、名古屋大学法学部卒業。八幡製鐵株式会社（現・日本製鉄株式会社）に入社。1971年、株式会社社会工学研究所（黒川紀章、香山健一、佐藤誠三郎、公文俊平が立ち上げ、牛尾治朗がバックアップしたシンクタンク）に入社、1975～1984年、取締役・研究部長。1984年、現代社会研究所を設立、所長に就任。同年より青森大学社会学部助教授、教授を兼任（2010年まで）。2013年、青森大学名誉教授。
この間、運輸省・運輸政策審議会専門委員、文部省・長期教育計画研究者協力会議委員、 郵政省・文字画像情報電子流通研究会委員、建設省「新東北紀」懇談会委員、北海道開発庁・生活・社会研究会委員、東京都「東京ブランド」検討委員会委員長、 青森県政策マーケティング委員会委員長、日本生活学会常任理事事務局長などを歴任。

## 研究歴
生産管理・経営計画研究（1964～1970年）
八幡製鐵・八幡製鐵所で習得したOR（オペレーションズ・リサーチ）、IE（科学的管理法）、QC（品質管理） を基盤に、光製鐵所にて「多品種少量生産管理システム」を研究・開発。同社本社にて、新日鉄発足後の「長期販売計画」立案に参画し、長期経営計画の諸手法を研究。
日本語表現法研究（1970～1971年）
大宅壮一東京マスコミ塾第10期生として、文章構成法、用語選定法などの文章作法を研究。その成果を、社会工学研究所の報告書や現代社会研究所の著作物などに応用。
未来予測手法研究（1971～1984年）
社会工学研究所（牛尾治朗社長、黒川紀章所長）にて、未来学や未来予測手法を研究。主な実績に、デルファイ法による「日本列島改造論に関する合意と提言」（1972年、内閣委託）、システムダイナミックス・モデルによる「日本列島における人口分布の長期時系列予測」（1974年、国土庁委託）、エコノメトリックス・モデルによる「RAPモデルの研究・開発」（1977～1983年、大蔵省委託）、クロスインパクト・マトリックス法による「1980年代に望む日本の選択」（1977年、内閣委託）などがある。
都市計画手法研究（1971～1984年）
社会工学研究所にて、都市開発、都市計画の諸手法を研究。主な実績に「Piano Regolatore Intercommunale,Comuni di Vasto e Sansalvo：ヴァスト・サンサルボ連合都市計画」（1973年、Comune di Vasto,Italy委託）、「鳥取県新中核都市建設基本構想」（1973年、鳥取県委託）、「新潟西海岸保全利用計画」（1975~1977年、新潟市委託）、「吉備高原都市建設基本計画」（1976年、岡山県委託）、「青森地域テクノポリス建設構想」（1983～1984年、青森県委託）などがある。
地域振興・合意形成手法研究（1971～1984年）
社会工学研究所にて、地域振興、合意形成などの諸手法を研究。主な実績に「都市間交通におけるV/S-TOL機の役割」（1971～72年、通商産業省委託）、「ビデオによる市民参加方式の開発に関する研究」（1978年、総合研究開発機構助成）、「松本市市民参加ビデオシステム」（1978～80年、放送文化基金助成）、「鳥取中部定住圏具体化のための市民参加番組の開発」（1980年、放送文化基金助成）、「文化に関する市民活動の実態調査」（1979年、内閣委託）、「地域発展のための科学技術振興に関する研究」（1981年、総合研究開発機構助成）などがある。
地域イメージ・ブランド・マーケティング研究（1984～2002年）
現代社会研究所所長として、地域・都市のイメージ向上戦略、地域ブランド戦略、マーケティング戦略を研究。主な実績に「東京都足立区北千住CI計画」（1986年、構想委員会副委員長）、「東京都港区文化施設基本構想」（1989年、構想委員会副座長）、「新東北紀宣言」（1992年、東北地方建設局・構想研究会委員）、「東京ブランド制定に関する調査」（1999年、東京都・調査委員会委員長）、「青森県政策マーケティング制定調査」（2000～2002年、青森県・調査委員会委員長）などがある。
人口問題基礎研究（1971～1984年）
社会工学研究所にて、歴史的人口推計手法、人口予測手法、人口動態・移動分析などを研究。主な実績に「日本列島における人口分布の長期時系列推計」（1973年、経済企画庁委託）、「日本列島における人口分布の長期時系列予測」（1974年、国土庁委託）、「人口のJ・Uターン現象における要因構造分析」（1975年、総合研究開発機構助成…Jターン現象、Uターン現象という言葉を初めて使用した報告書）、「人口分布変動のインパクト・アナリシス」（1976年、総合研究開発機構助成）、「国際人口移動に関する基礎研究」（1981年、総合研究開発機構委託）などがある。
理論人口学・人口生態学研究（1984～現在）
現代社会研究所にて、T.R.マルサス、J.ビラバン、R.G.ウィルキンソンなどの業績を継承し、人口現象の理論的、生態的、文明的な研究を推進。「人口変動は人口容量・人口抑制装置・人口波動(修正ロジスティック曲線）の相互関係で決まる」という「人口波動」説を提唱。その成果を『人口波動で未来を読む』（1996年）、『日本はなぜ縮んでゆくのか』（1999年）、『人口減少 日本はこう変わる』（2003年）、『日本人はどこまで減るか』（2008年）などの書籍で発表。
生活構造・消費構造研究（1974～現在）
日本生活学会会員（1974～1990年）として、1970年代後半から、文化人類学、現象学的社会学、ソシュール言語学、文化記号学、分析心理学、唯識論などを応用した、独自の「生活構成」分析を研究。その成果を1980年代からマーケティングに応用し、『ヒット商品のコンセプト・ノート』（1984年）、『象徴としての商品』（1986年）、『サービス産業の社会学』（1987年）、『生活市場最先端』（1988年）、『世紀末ヒット商品大予測』（1991年）、『定本・ヒットネーミング作法』（1992年）、『人口減少社会のマーケティング』（2003年）、『人口減少逆転ビジネス』（2005年）、『“増子・中年化”社会のマーケティング』（2008年）などの書籍で発表。
マーケティング実践戦略研究（1984～現在）
現代社会研究所所長として、生活構造予測、消費需要予測、マーケティング戦略、産業振興戦略などを研究。その成果を応用し、自動車、電機、住宅・不動産、食品・飲料、繊維・アパレル、化学・薬品、化粧品、流通、外食、交通サービス、金融・保険などの業界団体や、多数の個別企業へ提案・指導。

## 著作

### 単著
- 『ヒット商品のコンセプト・ノート』（PHP研究所,1984年）
- 『象徴としての商品』（TBSブリタニカ,1986年）
- 『サービス産業の社会学』（PHP研究所,1987年）
- 『生活市場最先端』（ビジネス社,1988年）
- 『ボーダーレス・ソサイエティ』（PHP研究所,1989年）
- 『世紀末ヒット商品大予測』（日本経済新聞社,1991年）
- 『定本・ヒットネーミング作法』（日刊工業新聞社,1992年）
- 『人口波動で未来を読む』（日本経済新聞社,1996年）
- 『凝縮社会をどう生きるか』（日本放送出版協会,1998年）
- 『日本はなぜ縮んでゆくのか』（情報センター出版局,1999年）
- 『人口減少社会のマーケティング』（生産性出版,2003年）
- 『人口減少 日本はこう変わる』（PHP研究所,2003年）
- 『人口減少逆転ビジネス』（日本経営合理化協会,2005年）
- 『日本人はどこまで減るか』（幻冬舎新書、2008年）
- 『〈増子・中年化〉社会のマーケティング』（生産性出版,2008年）
- 『人口減少激活ビジネス』（Kindle版、2016年）
- 『平成享保・その先を読む: 人減定着日本展望』（Kindle版、2016年）
- 『人口減少逆張りビジネス』（日本経営合理化協会、2024年）

### 編著
- 『超感度都市渋谷』（PHP研究所,1990年）
- 『人口減少ショック』（PHP研究所,1993年）

### 共著
- 『感性消費・理性消費』（日本経済新聞社,1985年）
- 『生活学の方法』（ドメス出版,1986年）
- 『広告に携わる人の総合講座』（日本経済新聞社,1995年）
- 『マーケティング戦争』（誠文堂新光社，1995年）
- 『高齢化社会への対応』（経済広報センター，1996年）
- 『論争・少子化日本』（中公新書ラクレ，2001年）
- 『消費社会のリ・デザイン』（大学教育出版，2009年）
- 『人の死なない世は極楽か地獄か』(技術評論社，2011年）